# Rosso (araldica)
Il rosso è uno smalto araldico di colore rosso. Nella rappresentazione monocromatica è simboleggiato da linee parallele verticali.

A sinistra: Rosso, a destra: rappresentazione monocromatica
Di rosso pieno
Rosso nella rappresentazione monocromatica
D'argento, alla croce di rosso
Di rosso, alla decusse di rosso
Di rosso, al leone d'oro coronato dello stesso (Jesi)
D'argento, al vaio in palo di rosso

Nell'araldica francese ha il nome di Gueules, scritto Gules nell'araldica inglese e spagnola, e alcuni autori, come Jouffroy d'Eschavannes, vedono l'origine della parola nel vocabolo di origine persiana gul o ghiul, che indica un rosa pallido. L'etimologia è dubbia, e la relazione incerta, mentre la parola gueules era correntemente utilizzata nel vocabolario dei tintori per indicare la gola di piccoli mustelidi (faina, martora) e, per estensione, le pellicce fatte con le loro pelli. La parola è la stessa impiegata nel linguaggio corrente, come testimonia la lettera di Bernardo di Chiaravalle all'arcivescovo di Sens (Sur la conduite des évêques) in cui parla di "pellicce di gueules" con cui si vestono i vescovi.
Un sinonimo, benché molto meno usato, è cinabro.
Per le virtù spirituali simboleggia verecondia, amore ardente verso Dio, il prossimo e la giustizia. Per le qualità mondane è simbolo di nobiltà cospicua, dominio, vendetta, audacia, coraggio, valore, spargimento di sangue in guerra, fortezza, magnanimità, desiderio ardente. Nei tornei indicava allegrezza.